# Teatro Municipal Juan Bustos Ramírez
El Teatro Municipal Juan Bustos Ramírez es un teatro de la ciudad de Quilpué, en la Región de Valparaíso, Chile. Fue inaugurado el 7 de diciembre de 1940 con el nombre de Teatro Velarde, denominación que mantuvo hasta 2012 cuando la Municipalidad de Quilpué lo adquirió para su reconstrucción, y reabrió como teatro municipal en 2017.

## Historia
Diseñado en estilo art déco por el arquitecto Alfredo Vargas, estaba destinado a proyecciones cinematográficas y teatro, con capacidad para 900 personas, y se convirtió en el centro de artes escénicas y de la vida social de la ciudad, hasta su cierre en los años 1990. El año 2005 un grupo de profesores convirtió al teatro por un periodo breve en un centro cultural.
En 2012 la Municipalidad de Quilpué adquirió el inmueble para su restauración. Estos trabajos estuvieron a cargo de Patricio Araya y consistieron en reforzar su estructura de albañilería y en modernizar las distintas salas. El teatro municipal reabrió con presencia de la presidenta Michelle Bachelet el 12 de diciembre de 2017.